# Saxicola rubetra
La tarabilla norteña (Saxicola rubetra) es una especie de ave paseriforme de la familia Muscicapidae propia de Eurasia y África. Es una especie migratoria insectívora que se reproduce en pastizales o herbazales no cultivados de Europa y el Asia paleártica occidental, y pasa el invierno en África. Anida en los carrizos.
La tarabilla es similar en talla al petirrojo europeo (Erithacus rubecula). Ambos sexos tienen la rabadilla amarillenta y la cola blanca con una banda terminal negra. El macho en verano tiene las partes superiores parduzcas, la garganta anteada, los lados de la cabeza negruzcos. Tiene una lista superciliar intensamente blanca. Tiene parches blancos en las alas.
La hembra tiene los lados de la cabeza castaños, la ceja anteada y sin parches blancos en las alas.
El macho tiene un canto silvado crepitante. Su llamado es un sonido "chac" típico de tarabilla o un chiflido suave.
Esta especie representa una divergencia bastante  basal del género Saxicola (Wink et al. 2002).
Su etimología proviene es latina: Saxicola significa «morador de las rocas», de la palabra saxum, "roca" + incola, "quien habita en un lugar"; y rubetra, latín por "rojiza".

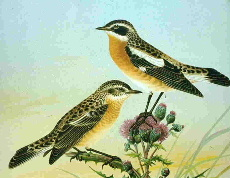
Un dibujo del macho y la hembra de la tarabilla norteña

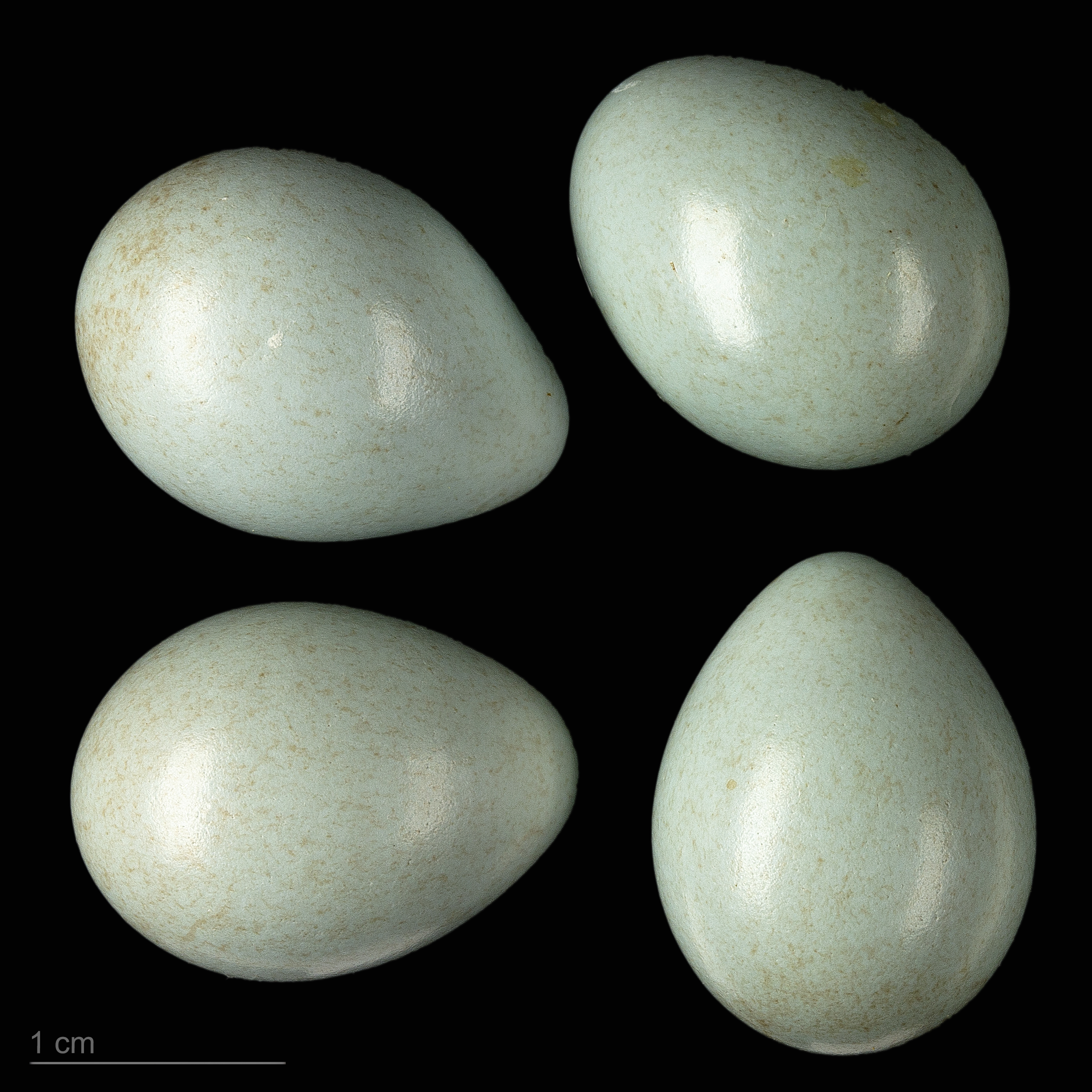
Saxicola rubetra - MHNT